# Unicasa
Unicasa o Supermercados Unicasa es una cadena de supermercados de Venezuela con base en Caracas. Tiene 30 tiendas en 30 ciudades de Venezuela lo que la hace la tercera cadena de supermercados de ese país, está dirigida a diferentes estratos sociales.

## Historia
Supermercados Unicasa nace el 4 de noviembre de 1982 producto de la fusión de 10 tiendas independientes, la variación en su logotipo ha sido mínima, pasó de ser rojo a vinotinto y se superpuso la palabra Supermercados por Unicasa. La compañía cuenta con más de 3.500 empleados.